# Haakarmvoertuig

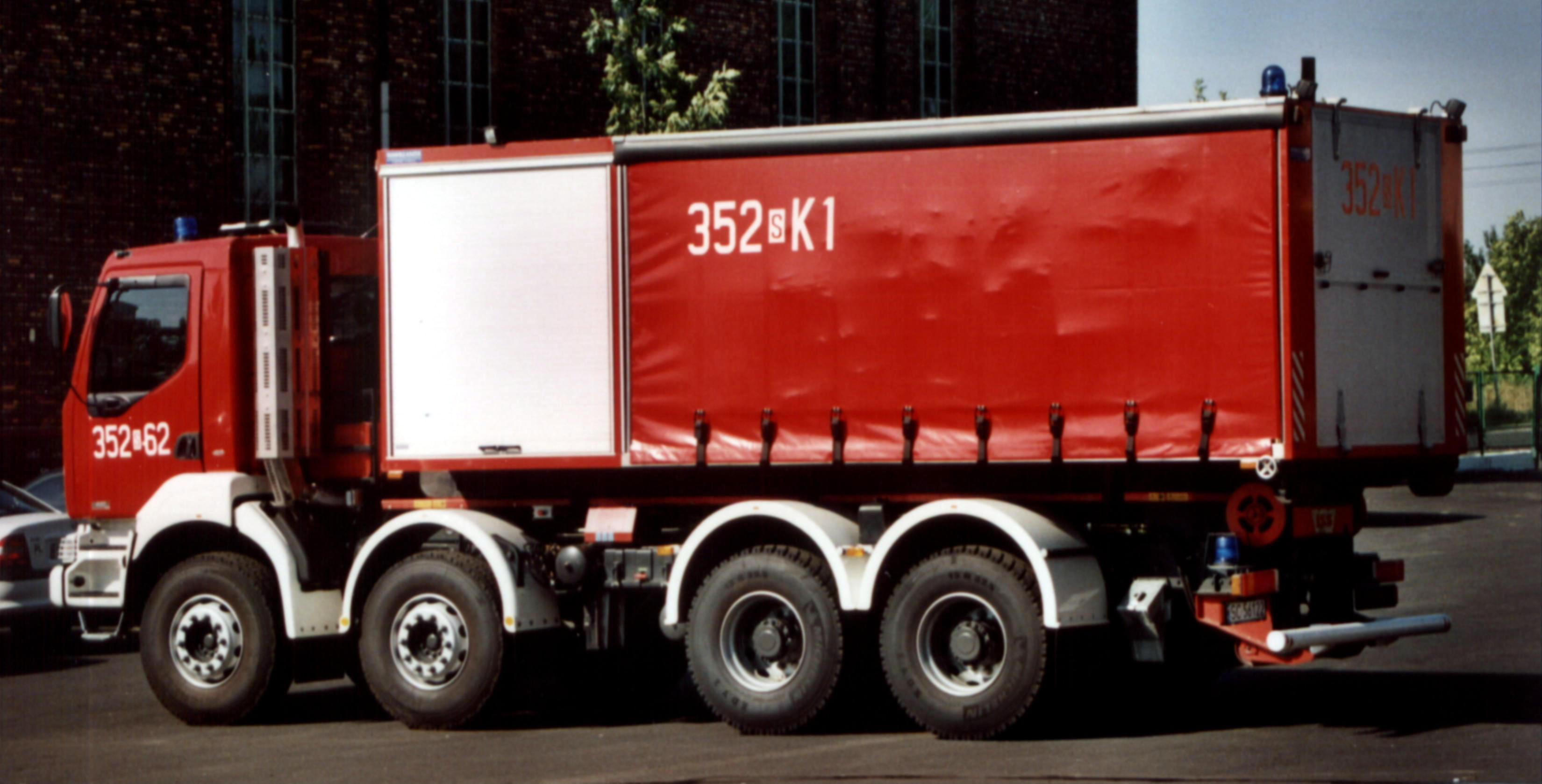
Haakarmvoertuig van de brandweer in Polen

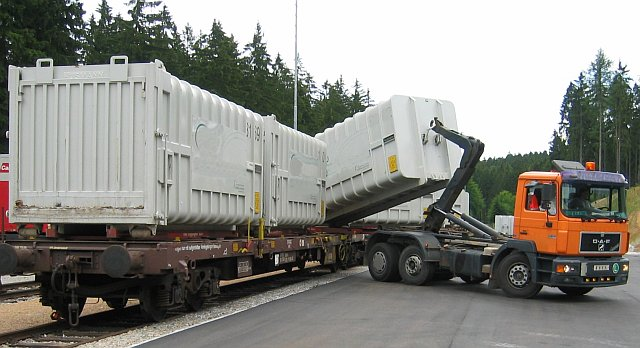
Haakarmvoertuig in bedrijf bij overladen van een container

Een haakarmvoertuig is een type vrachtwagen dat gebruikt wordt voor het transport van haakarmbakken (ook wel haakarmcontainers genoemd).
Dit type voertuig wordt door bijvoorbeeld transporteurs en aannemers maar ook door de brandweer gebruikt.